# Oreorchis discigera
Oreorchis discigera là một loài thực vật có hoa trong họ Lan. Loài này được W.W.Sm. mô tả khoa học đầu tiên năm 1921.